# 点花黄精
点花黄精（学名：Polygonatum punctatum）是百合科黄精属的植物。分布在印度、越南、不丹、锡金、尼泊尔以及中国大陆的广东、云南、贵州、四川、西藏、广西等地，生长于海拔1,100米至2,700米的地区，多生在岩石上、林下和附生树上，目前尚未由人工引种栽培。

## 别名
树吊（四川），滇钩吻（植物名实图考附图一）